# Where Pigeons Go to Die
Where Pigeons Go to Die är en amerikansk TV-film från 1990 med manus och regi av Michael Landon. Filmen är baserad på R. Wright Campbells roman. I huvudrollen ses Art Carney. Filmen blev nominerad till två Emmys.

## Handling
En man blickar tillbaka på när han som barn, vid 1950-talets mitt, tillbringade tid tillsammans med sin farfar och bland annat hjälptes åt med att träna brevduvor.

## Rollista i urval
- Carol Barta - sekreterare
- Richard Bull - Dr. Sand
- Art Carney - Da
- Cliff De Young - Henry
- Caroll Denning - Fancier
- Michael Faustino - Donnie
- Bruce French - Denis Corn
- Robert Hy Gorman - Hugh
- Kurt Christopher Kinder - Arnie
- Michael Landon - Hugh, som vuxen
- Anthony Mockus Sr. - John Pauley